# Comuna Kalînivka, Iavoriv
Kalînivka (în ucraineană Калинівка) este o comună în raionul Iavoriv, regiunea Liov, Ucraina, formată din satele Kalînivka (reședința), Porudenko și Șutova.

## Demografie
Componența lingvistică a comunei Kalînivka
     Ucraineană (99,78%)
     Alte limbi (0,22%)
Conform recensământului din 2001, majoritatea populației comunei Kalînivka era vorbitoare de ucraineană (99,78%), existând în minoritate și vorbitori de alte limbi.